# Kim Ki-hoon
Kim Ki-hoon (김기훈, ur. 14 lipca 1967 w Seulu) – południowokoreański łyżwiarz szybki specjalizujący się w short tracku, trzykrotny złoty medalista olimpijski, medalista mistrzostw świata i zimowych igrzysk azjatyckich.
Brał udział w igrzyskach w Calgary i zwyciężył na dystansie 1500 metrów, jednak w 1988 short track był jedynie dyscypliną pokazową. Oficjalny debiut zaliczył w 1992 i w Albertville triumfował w obu rozgrywanych konkurencjach: indywidualnym biegu na dystansie 1000 metrów i w sztafecie. Był pierwszym południowokoreańskim złotym medalistą zimowych igrzysk w historii. W 1994 obronił tytuł na 1000 m.
W 2002 został trenerem kadry Korei. Jego podopiecznym był Ahn Hyun-soo.